# اوانجلیستا کانزی
اوانجلیستا کانزی (انگلیسی: Evangelista Cunzi؛ زادهٔ ۴ مهٔ ۱۹۸۴) بازیکن فوتبال اهل ایتالیا است.